# Democracia Real Ya
Para referirse a las protestas apoyadas, entre otros, por este Movimiento, véase: Protestas en España de 2011.
Democracia Real Ya —conocida también por las siglas DRY— es un movimiento social de España que se autodefine como apartidista, asindical, pacífico, contrario a formar parte de cualquier ideología pero no apolítico. Fue una de las organizaciones convocantes de la manifestación del 15 de mayo de 2011 en 50 ciudades o 60 ciudades españolas —junto con «Juventud Sin Futuro», entre otras— y apoya las acampadas que se organizaron a continuación, si bien no las convocó. Nació en Internet y en las redes sociales, en los primeros meses de 2011. Se trata de una organización que en principio contó con una composición diversa y poco definida, existiendo cierta coincidencia identitaria entre la plataforma y su lema y el propio movimiento 15-M, estando ambos fuertemente relacionados. La plataforma considera que los ciudadanos no están representados ni son escuchados por los políticos actuales, y exige un cambio de rumbo en la política social y económica que ha llevado a numerosas personas al paro y a la precariedad, dentro del contexto de la crisis económica de 2008-2011. Denuncia, además, las prácticas de las grandes corporaciones y plantea una serie de reivindicaciones. El movimiento se organizó desde sus orígenes en torno a tres colectivos especialmente castigados: los parados, los desahuciados por no poder hacer frente al pago de las hipotecas y la juventud precaria. En 2012 la agrupación sufrió una escisión de parte de sus miembros, tras lo cual quedaría dividida en una «plataforma», continuadora de la formación inicial que se gestó durante el 15-M, y una «asociación», registrada como tal ante el Ministerio del Interior.

## Historia

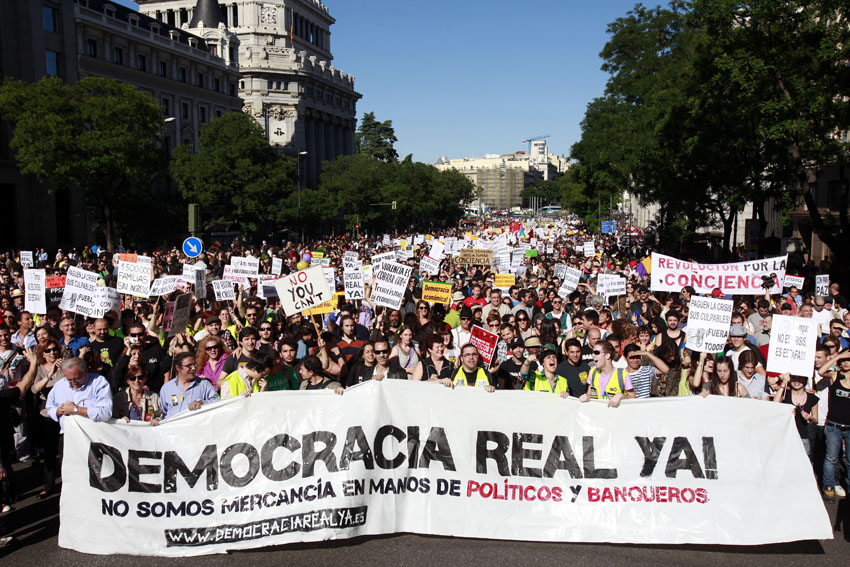
La manifestación convocada en Madrid el 15 de mayo de 2011 por la plataforma.

### Formación y 15-M
La plataforma surgió en un contexto de fuerte evolución de la comunicación 2.0 en internet, en la cual las redes sociales comienzan a convertirse en herramientas de información y reunión. Al calor de la aprobación de la conocida como Ley Sinde en el Congreso, surgió el hashtag en Twitter de #nolesvotes, bajo el cual se aglutinaron distintas agrupaciones ya existentes.
¡Democracia Real YA! fue el eslogan del grupo de Facebook creado el 20 de febrero de 2011 denominado "Plataforma de coordinación de grupos pro-movilización ciudadana", que agrupaba a diversas páginas, blogs y colectivos, como ADESORG, "Juventud en Acción", "Estado del Malestar", "No les Votes" o "Ponte en Pie". El intercambio de opiniones a través de la Red hizo que aumentara el número de personas físicas y organizaciones que, coincidiendo en expresar su malestar por la crisis económica y su insatifacción por el funcionamiento del sistema de partidos, se fueron vinculando al movimiento. El 16 de marzo de 2011 se activó una web, llamada democraciarealya con un manifiesto donde se convocaba a los ciudadanos a manifestarse el 15 de mayo en diversas ciudades. Las adhesiones a la web en Facebook aumentaron exponencialmente en los últimos días previos a la manifestación. Uno de los fundadores de la plataforma en Facebook fue el abogado Fabio Gándara.
La convocatoria fue realizada por la informal plataforma y una creciente lista de pequeñas organizaciones que la apoyaban, pero excluyendo expresamente a los partidos políticos y sindicatos, lo que ha sido interpretado posteriormente como muestra de inteligencia al advertir los peligros de que el llamamiento fuera monopolizado por unas determinadas siglas políticas. De hecho, aunque las entidades que apoyaban la marcha eran públicas, sus nombres aparecían en la web de la plataforma de forma discreta. Por la misma razón, el día de la manifestación sus integrantes no se identificaban con distintivos partidistas, a pesar de que era más que probable que hubiera numerosos afiliados a partidos, sindicatos y movimientos sociales. De forma inesperada, bien a pesar de no contar con el apoyo de las organizaciones sociales mayoritarias, bien a causa de ello, las concentraciones reunieron a un gran número de ciudadanos. Al término de la concentración de Madrid, el profesor de Ciencias Políticas Carlos Taibo pronunció un discurso en el que planteaba las ideas en las que, a su juicio, estaban de acuerdo los reunidos: la crítica al funcionamiento de los grandes partidos y las instituciones del Estado al margen de la población; el carácter antisocial de la política económica seguida hasta entonces; la oposición al principio de competitividad, que castigaría particularmente a jóvenes, mujeres y ancianos; la defensa de un desarrollo sostenible y la urgencia de reducir el gasto militar.

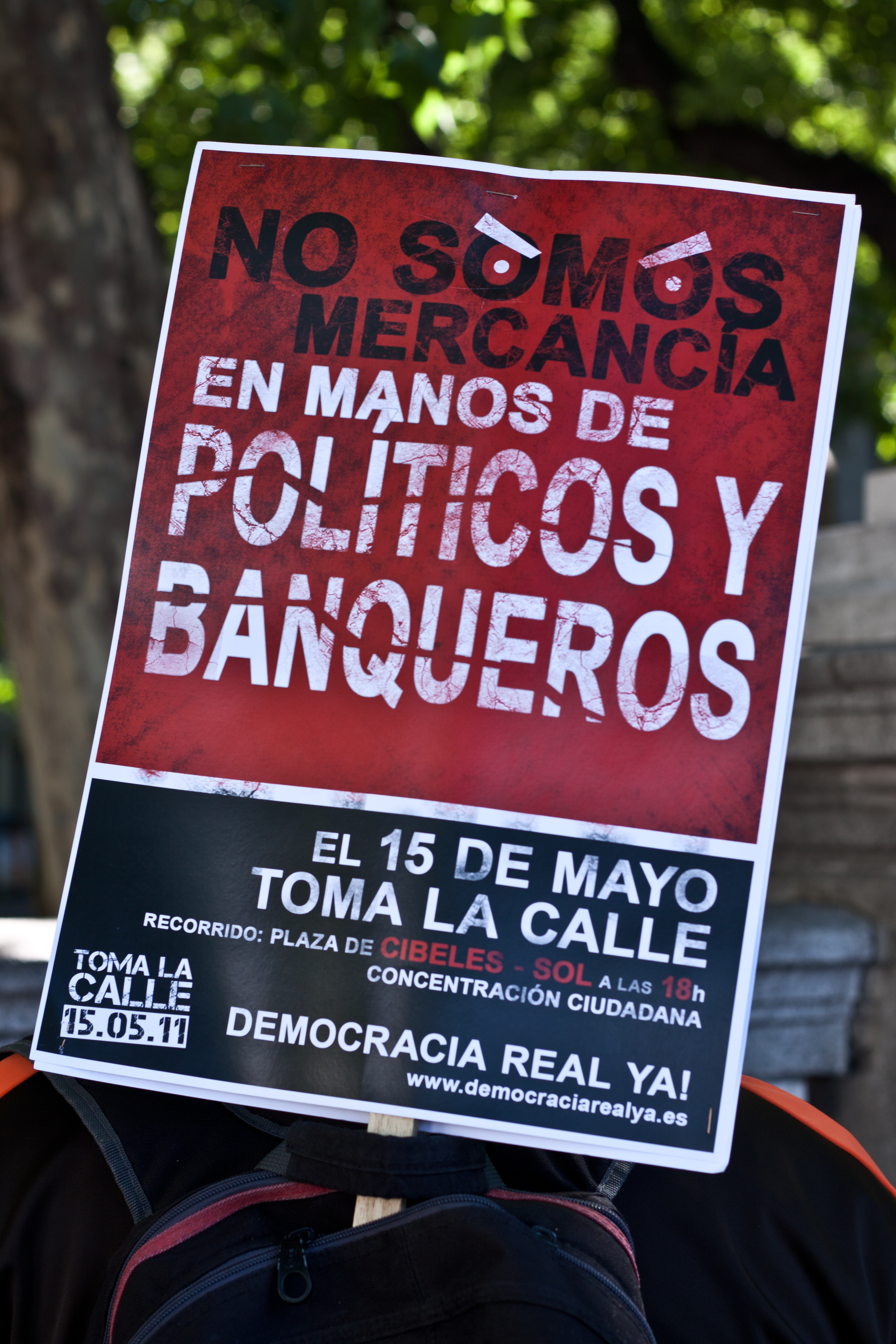
Cartel de Democracia Real Ya

También de forma no prevista, las manifestaciones se convirtieron en acampadas permanentes que ocuparon la Puerta del Sol de Madrid, la Plaza de Cataluña de Barcelona y otros lugares emblemáticos de las principales ciudades españolas, inaugurando así una larga serie de protestas. El pluralista y difuso movimiento asambleario ciudadano que fue tomando forma durante las acampadas fue conocido como Movimiento 15-M. Se constituyeron, así, pequeñas microsociedades urbanas formadas por personas de diversas procedencias e ideas que debatían propuestas de muy distinta índole; desde la proclamación de la república hasta el cierre de las centrales nucleares pasando por la utilización de nuevas fórmulas de participación política.

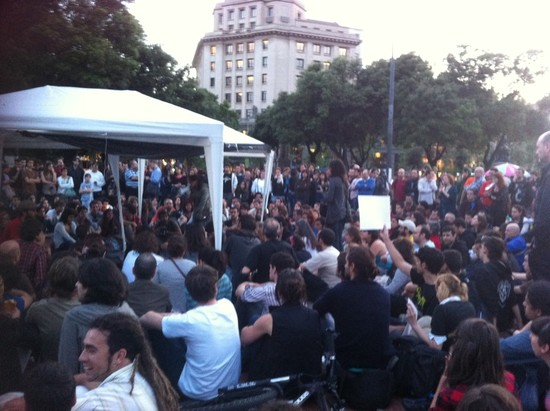
Concentración en la Plaza de Cataluña de Barcelona el día 18 de mayo.

La siguiente protesta oficial convocada por ¡Democracia Real YA! fueron las manifestaciones del 19 de junio de 2011 en distintas ciudades españolas. El principal motivo de las movilizaciones fue el llamado Europacto o Pacto del Euro (modificaciones a los acuerdos del Pacto de estabilidad y crecimiento). La siguiente convocatoria fue la movilización internacional #globaldemocracy, que organizó cientos de manifestaciones en todo el planeta el 15 de octubre de 2011.

### Escisión de la asociación
Durante la primavera de 2012 la plataforma sufrió una escisión por una parte de sus miembros, que formaron una asociación bajo el nombre de «Asociación Democracia Real Ya». Una portavoz de la nueva asociación achacó el cisma a problemas estructurales dentro de la organización, a la incapacidad de ésta para llevar a cabo más acciones distintas de la convocatoria de marchas y manifestaciones y a cierto inmovilismo. También se mostró a favor de que las cuentas en redes sociales en la organización estuvieran en poder de distintas personas. DRY rechazó esta separación por considerarla unilateral e ilegítima, así como por estimar que atentaba contra la estructura horizontal de la organización y que no contaba con apoyos internos suficientes. Entre los integrantes de «Asociación Democracia Real Ya» se encontraba uno de los miembros fundadores de la plataforma, Fabio Gándara, junto con otros portavoces de esta como Pablo Gallego, Miguel Yarza, Olga Mikhaylova y Carlos Paredes. La asociación escindida contó con el apoyo de DRY en las ciudades de Zaragoza, Vigo y Tenerife. Portavoces de la asociación afirmaron que con esta nueva estructura estarían más protegidos como colectivo y facilitaría proponer iniciativas legislativas populares, aunque se seguirían manteniendo los principios básicos iniciales. Desde su separación las principales acciones de la asociación han sido personarse en 2012 para una querella contra supuestos responsables de la crisis, entre ellos el exministro y expresidente de Bankia Rodrigo Rato; además de otra querella en 2013 contra varios diputados por malversación de fondos públicos al recibir dietas de desplazamiento y manutención a pesar de tener residencia en la capital, que fue finalmente desestimada por el Tribunal Supremo.
Desde abril de 2014, la «Asociación Democracia Real Ya» participa en la coalición Recortes Cero, junto a la Unificación Comunista de España (UCE), donde militaba la cabeza de lista, Los Verdes-Grupo Verde (LV-GV), el Partido Carlista y otros grupos políticos.

## Posicionamiento político
Desde el 20 de febrero de 2011 en el grupo de Facebook "Plataforma de Coordinación de Grupos Pro-Movilización Ciudadana" se debaten y deciden las actuaciones correspondientes a una movilización ciudadana, preparada con el tiempo suficiente como para lograr cierto éxito. Mientras, en las calles desde el 18 de febrero, cada viernes se producen pequeñas movilizaciones de indignados. Continúan bajo el lema "Estado del Malestar" en las principales plazas de España, como las de los ayuntamientos, hasta el mismo viernes 13 de mayo. Reivindicando que no son ninis y que en España jóvenes y no tan jóvenes no viven bien, sino que quieren esforzarse por un futuro digno que no se les permite, por contra de lo que cada vez con más frecuencia publican muchos medios de comunicación. En este tiempo "Juventud sin Futuro" organiza una movilización el 7 de abril que consigue congregar a un buen número de jóvenes en Madrid reclamando un trabajo digno. Mientras otros grupos agitan las redes sociales, sumando activistas y planteando grandes debates que iban conduciendo a pequeños acuerdos. En estos grupos participó también un gran número de trabajadores autónomos que no conseguían rentabilizar su trabajo. La idea común en este tiempo previo es realizar una Revolución Ciudadana Espontánea pacífica o no violenta por la democracia participativa y contra el bipartidismo al calor de las mal llamadas primaveras árabes (2010-2012), pues en contactos realizados a posteriori con esos activistas no se identificaron necesariamente como árabes, sino como norteafricanos o habitantes de África del Norte.
Paralelamente a la elección del eslogan "Democracia Real Ya" y la fecha del 15 de mayo de 2011, para la realización de una gran movilización masiva que aglutine a los distintos grupos participantes, se abre una página web con un foro, se realiza un manifiesto y se enumeran 8 puntos básicos que tratan de unir las ideas en común de todos los grupos. El manifiesto inicial define a la plataforma como apolítica, sin embargo, con el tiempo se decide remplazar por el término más correcto de "apartidista" aludiendo a no estar relacionados con ningún partido político, pero conservando ideas políticas propias. Entre los activistas el movimiento también se define como transversal, en referencia a no estar identificados en común con ningún espectro político y estándolo en conjunto con los 8 puntos. Entre las ideas se exponen argumentos contra el bipartidismo, identificando a los dos principales partidos de España, el PP y el PSOE, con una ideología muy similar. No mencionándolos expresamente en los manifiestos pero utilizando el neologismo "PPSOE" y criticando la falta de posibilidades de que exista una alternancia política, con ideas diferentes, debido a la implantación del Sistema D'Hondt para repartir los escaños de los diputados, no otorgando una representación en las cámaras electorales acorde al número de votos obtenidos.
Algunos de sus iniciales impulsores, definieron la plataforma como “progresista y antineoliberal”, apartidista y asindical, señalando cómo se nutre ideológicamente del movimiento antiglobalización internacional ATTAC y del Partido Anticapitalista francés de Olivier Besancenot. El movimiento se define también como «horizontal» y contrario a adoptar cualquier tipo de forma jurídica. Ha sido también definida como una organización con ciertos matices de grupo catch-all.
Democracia Real YA dice reivindicar derechos inscritos en la Constitución española de 1978, por lo que sus militantes rechazan que les sea aplicado el calificativo de antisistema. Se ha afirmado que la crítica de la plataforma no va contra el sistema capitalista sino contra el funcionamiento de este durante los últimos años antes de la crisis, elevando además una crítica a la corrupción política en la clase política española. La plataforma ha pedido también una reforma del sistema electoral en España, con una representación más proporcional al número de votos, así como el uso de reférendums populares con resultado vinculante. En el plano social defendían una defensa de la clase trabajadora para combatir el paro así como una potenciación del sector público, en forma de respuesta al fracaso del gobierno de José Luis Rodríguez Zapatero. Entre las principales características que definen a la plataforma se destaca la acefalia y un carácter horizontal como principios básicos, además de una estrategia posibilista. En un primer momento fue considerada una de las agrupaciones más moderadas del movimiento 15-M, en contraposición con otros grupos que rechazaban de plano cualquier colaboración con instituciones del Estado.
Desde algunas de las fuentes oficiales del movimiento se pueden observar fotografías o declaraciones que hacen referencia a algunas protestas ocurridas simultáneamente en otros países o incluso referencias a movimientos pasados que podrían haber sido fuente de inspiración. Un ejemplo claro es el libro ¡Indignaos!, de Stéphane Hessel, quien dijo encontrarse "agradablemente sorprendido" o Reacciona del español José Luis Sampedro junto a otros autores, que mostró su apoyo por escrito. Otra fuente de inspiración es el documental galardonado con un Oscar, Inside Job, realizado por Charles Ferguson.
Durante las movilizaciones, y de forma creciente, se ha hecho alusión a otras revueltas o movimientos de protesta que han servido como inspiración en la forma de organizarse o en los objetivos a lograr. Algunos ejemplos son:
- Revolución egipcia de 2011
- Revolución tunecina de 2011
- Mayo de 1968 en Francia
- Revuelta en Grecia de 2008
- Protestas en Grecia de 2010-2011
- Crisis financiera en Islandia y protestas en Islandia de 2010, habiendo recibido el apoyo de uno de los impulsores de estas últimas.[64]
- Protestas en Nueva York en junio de 2011.[65]

## Valoraciones
Quienes han estudiado la actuación de DRY han destacado su gestación en Internet, asociando su impacto social con el denominado Cablegate y las revoluciones o revueltas árabes que comenzaron en 2010. Consideran que DRY contiene elementos propios de las técnicas comunicativas conocidas como ciberactivismo, pues se genera en la Red aunque es capaz de trasladarse con éxito a la vida real. Una característica reseñada ha sido su horizontalidad, al prescindir de estructura jerarquizada. También lo vinculan con la doctrina del llamado gobierno abierto u Open Government debido al contenido de sus reivindicaciones de mayor transparencia y participación en la democracia. Desde ciertos sectores, ha recibido críticas tanto por su apoliticismo como por considerar que pretende acabar con el sistema.